# Tezaurul de la Staffordshire

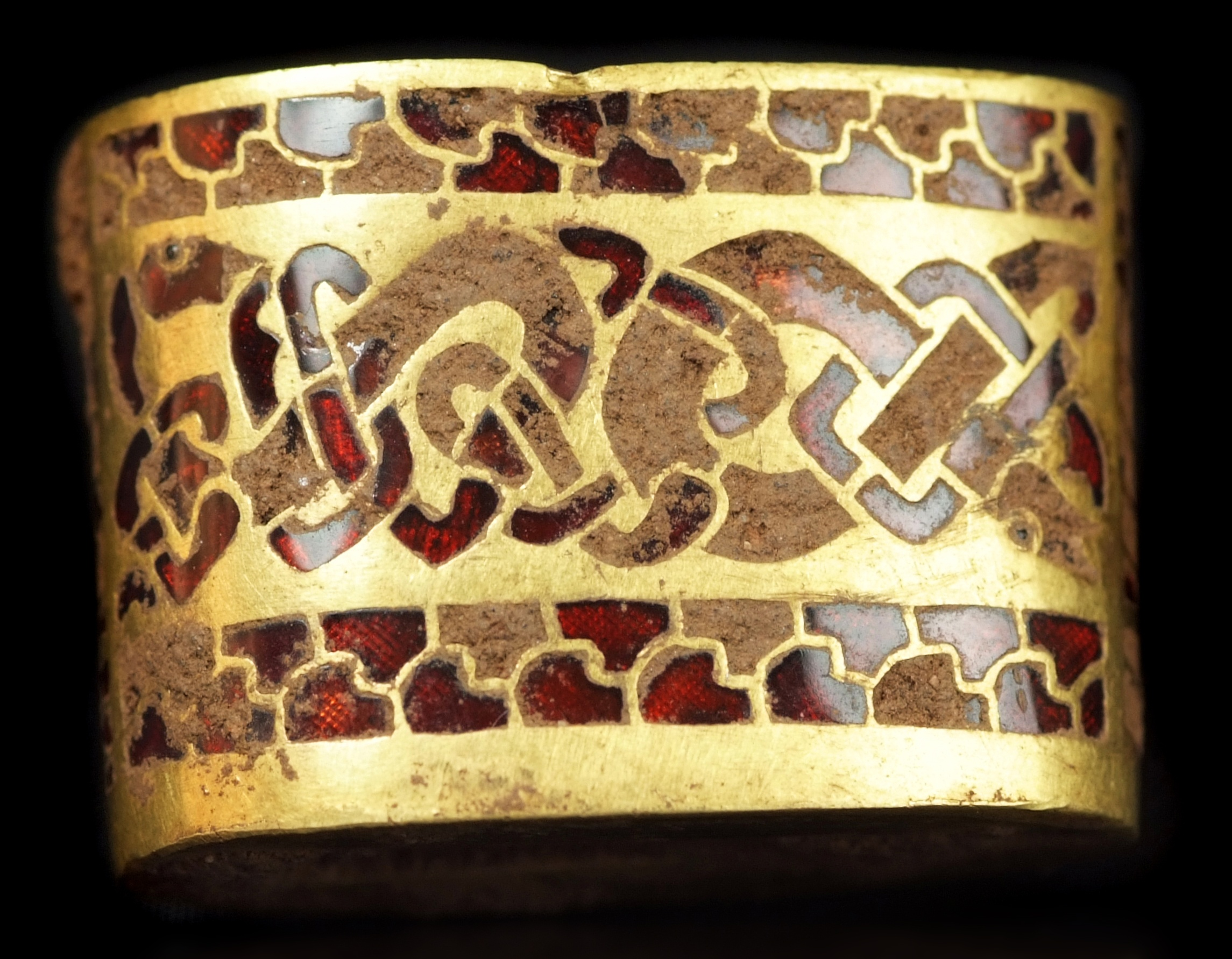
Hilt fitting

Tezaurul de la Staffordshire, conform originalului, Staffordshire hoard, este cel mai bogat tezaur de artă Anglo-Saxonă realizat din aur descoperit vreodată. Descoperit pe un câmp în Staffordshire, Marea Britanie, la data de 5 iulie 2009, tezaurul constă în piese totalizând aproximativ 5 kg de aur și 1,3 kg de argint. Artefactele au fost prezumtiv datate a fi fost create în perioada anilor 600 - 800 (era noastră), respectiv îngropate în jurul anului 700, cu o precizie de plus/minus 25 de ani. Deocamdată, scopul îngropării tezaurului este necunoscut.

## Descoperire
Terry Herbert din Burntwood din comitatul Staffordshire, un amator de detectare a metalelor ascunse în pamânt, a descoperit la începutul lui iulie 2009 mici artefacte din aur pe teritoriul fermei unui prieten de-al său aflată în apropiere de Lichfield, Staffordshire, Anglia.  Posibilul (pe atunci) tezaur a fost declarat unui agent local al oficiului Portable Antiquities Scheme, fiind declarat oficial tezaur naţional la data de 24 septembrie 2009 de către Oficiul Coroanei, fiind considerat parte a Patrimoniului Coroanei.  Valoarea estimată a tezaurului este peste un milion de lire sterline, care va fi împărțită între proprietar ul terenului și descoperitor. 

## Conținut

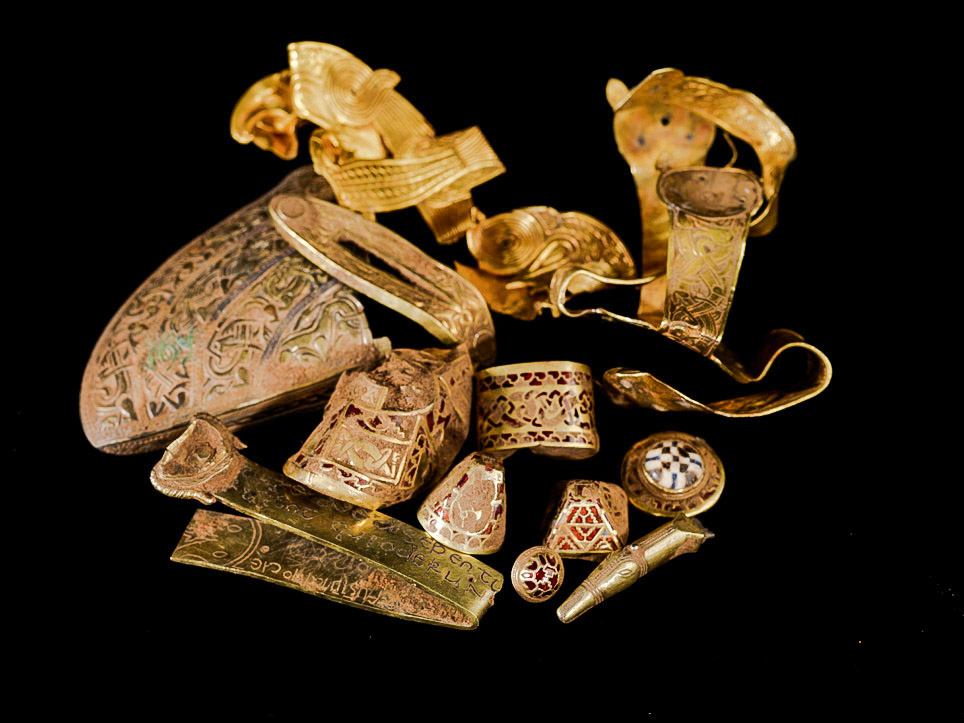
Piese disparate descoperite la locul sitului arheologic

Unul dintre obiecte, care este o bandă scurtă de aur, are înscrisă un citat în latină din Vechiul Testament (Cartea numerelor 10:35):  SURGE DNE DISEPENTUR INIMICI TUI ET FUGENT QUI ODERUNT TE A FACIE TUA ("Surge Domine et dissipentur inimici tui et fugiant qui oderunt te a facie tua"), care se traduce aproximativ prin "Ridică-te Dumnezeule, căci dușmanii Tăi vor fi împrăștiați iar cei ce Te urăsc vor fi alungați din fața Ta."